# سافاش كايا
سافاش كايا (بالتركية: Savaş Kaya)‏ مواليد 2 يونيو 1986 في تركيا، هو ملاكم تركي يصنف ضمن فئة الوزن المتوسط. حقق الميدالية الفضية في ألعاب البحر الأبيض المتوسط 2005.

## الميداليات
| الميدالية | المسابقة                        |
| --------- | ------------------------------- |
| فضية      | ألعاب البحر الأبيض المتوسط 2005 |

## روابط خارجية
- سافاش كايا على موقع بوكس ريك (الإنجليزية) (registration required)